# وادي جلبينة
وادي جَلَبينة (بالعبرية: جيلبون/גילבון) هو واد دائم الجريان، كان يصب في الساحل الشرقي لبحيرة الحولة، عند خروج نهر الأردن منها قادمًا من هضبة الجولان؛ ويصب اليوم في نهر الأردن. يسمى وادي العليقة أيضًا نسبةً لقرية عليقة، حيث يبدأ من عيون العليقة.

## مجرى الوادي
يعتبر وادي الجَلَبينة الحد الجنوبي لشمال الجولان وتقع شلالاته في أخدود يتسع تدريجيا مع اقترابه من مصبه نهر الأردن. يبلغ طول الوادي من بدايته بالقرب من تل أبو الندى وشمال قرية دير سراس حتى مصبه في نهر الأردن حوالي 17 كم. يبدأ الوادي من الأطراف الغربية للتلال البركانية الموجودة شرق الجولان بارتفاع 1150 م. سُمي وادي جَلَبينة بهذا الاسم نسبة لقرية جَلَبينة السورية الواقعة على عين جَلَبينة في الأقسام السفلى في الوادي. تُعتبر تلك المنطقة محمية طبيعية مساحتها 1560 دونم.
يُقسم مجرى الوادي الى عدة أقسام
1.منطقة المسلان (جمع مسيل): المناطق العليا لحوض التصريف، تجري فيها المياه في فصل الشتاء فقط، المسلان عبارة عن قنوات طبيعية غير عميقة، جريان المياه بطيء ونجدها في الأقسام العلوية من الوادي بالقرب من التلال البركانية.
2.منطقة التقاء المسلان ببعضهما لتشكل مجرى رئيسي: يزداد عمق الوادي نتيجة قوة المياه، التي نحتت الصخر البازلتي الى عمق يصل بين 5-10م، بمجرى عرضه نحو 5-6م.
3.المجرى الاخدودي (منطقة الشلالات): يشق الوادي مجراه عبر طبقات البازلت عميقًا، تتكون نتيجة لذلك سفوح شديدة الانحدار شبه عمودية، نجد في هذا الجزء من الوادي شلالين: شلال دبورة نسبة الى قرية دبورة وشلال جَلَبينة (يسمى أيضا الشلال الأسود ارتفاعه حوال 40 م)، تكونا نتيجة الانحدارات العمودية من سطح الهضبة نحو سهل الحولة. حيث أنهما يقعان على خطوط كسر جيولوجية فرعية للشق الكبير في منطقة الحولة وطبريا.
4.منطقة المجرى الواسع والدلتا: يدخل الوادي منطقة سهل الحولة بعد خروجه من المنطقة الأخدودية، يتفرع هناك الى عدة شُعب مكونة الدلتا، حيث يتم ترسيب المواد التي جرفها الوادي من المناطق العليا والبعيدة.

## التسمية العبرية
سُمي الوادي باسمه العبري قبل حرب الأيام الستة في عام 1958، عندما كان الجزء السفلي منه فقط يقع ضمن حدود إسرائيل. تم اختيار الاسم بسبب التشابه مع اسم جَلَبينة، وهي قرية صغيرة تقع عند مصب الوادي بين المواقع العسكرية السورية.وفقًا للباحث زئيف فيلناي، فإن أصل الاسم يعود إلى نوع من البقوليات المذكورة في التلمود الأورشليمي ويُدعى (גילבונא) جلبونا.

## لمحة جغرافية
على ضفاف الوادي تنمو نباتات متنوعة تشمل شجيرات الدفلى، التوت البري المقدس، القصب، بلوط، أشجار التين، أشجار الصفصاف، نبات الطيون الدبق، السراخس والطحالب التي تنمو على جدران البازلت الرطبة داخل الوادي، وغيرها من النباتات. يتكون الصخر على طول الوادي من البازلت، وبالقرب من الوادي – وخاصة حول البرك والشلالات – يمكن ملاحظة تشكيلات "الأعمدة السداسية" التي تتكون من صخور البازلت. كما يوجد كهف طبيعي من البازلت، ويمكن أحيانًا العثور على الخفافيش والحشرات أو حيوانات الوشق الجبلي بداخله.

## قرية دبورة
تقع قرية دبورة على الناحية الشمالية من الوادي، يدعي اليهود أن خربة دبورة هي اثار مستوطنة يهودية من فترة المشناة والتلمود (الفترة الرومانية والبيزنطية) من القرن الثاني حتى القرن السابع الميلادي. على أنقاض تلك الخربة أُقيمت قرية عربية هُدمت عام 1967 مع احتلال الهضبة. قسم كبير من بيوت القرية مبني من حجارة خربة دبورة، وُجدت بعض الحجارة منقوش عليها كتابات عبرية آرامية ما زالت محفوظة في متحف القدس ومتحف كتسرين. في هذا الموقع، تم اكتشاف نقش يهودي من فترة المشناه، نصه: "هذا بيت الدراسة لربي أليعازر الكَفَّار". وهو أحد الحاخامات المذكورين في الأدب اليهودي القديم.

## بركة الضباط السوريين
يصب الوادي في عين جَلَبينة القرية السورية المدمرة، حيث أشجار الكينا وبركة الضباط السوريون المبنية من الاسمنت على غرار الكثير من هذه البرك التي تواجدت في الثكنات العسكرية السورية مثل تل العزيزيات، تل فاخر، تل هلال، مرتفع الدريجات، كفر حارب وغيرها. خدمت هذه البرك الضباط والجنود السوريين الذين رابطوا في تلك الثكنات. وكانت تستخدم مياه الوادي في تشغيل طاحونة قمح، لا تزال أحجار الرحى في مكانها، كما أن بقايا الآلية متناثرة داخل البناء. ويمكن العثور أيضًا على قناة مياه صغيرة متشققة، وهي اليوم مغطاة بأشجار التين والقصب وشجيرات العليق.

## صور

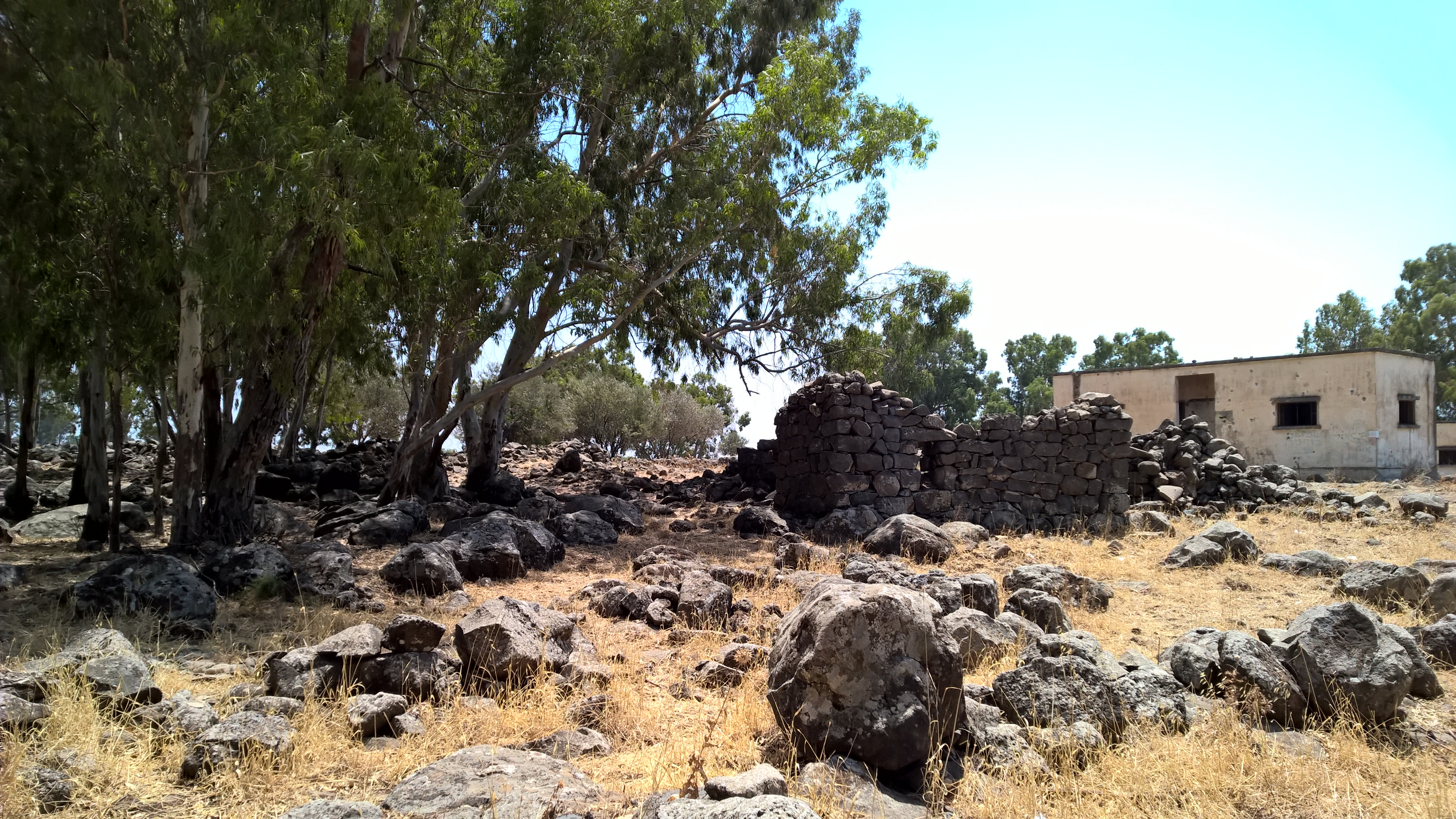
قرية دبورة
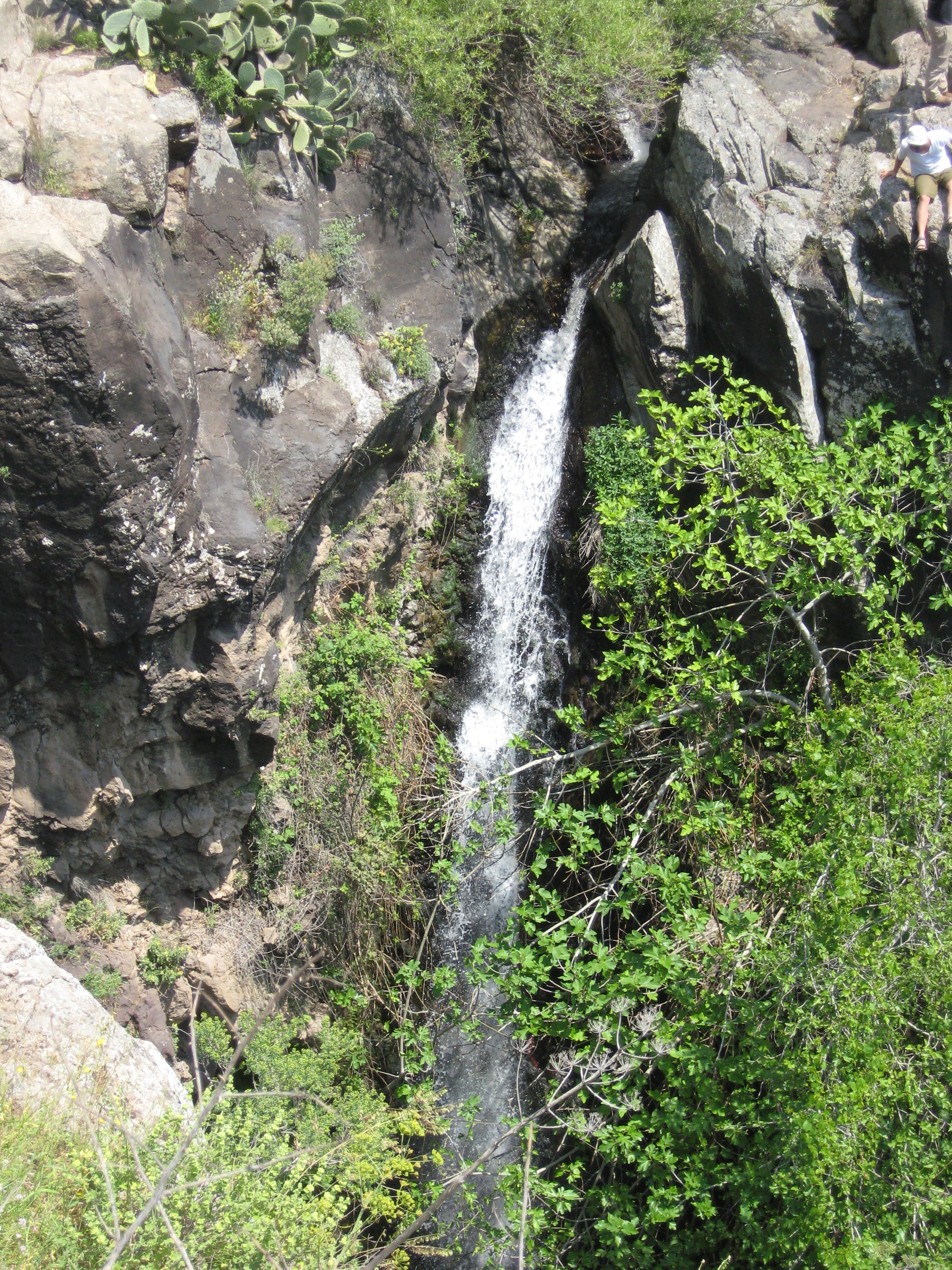
شلال دبورة
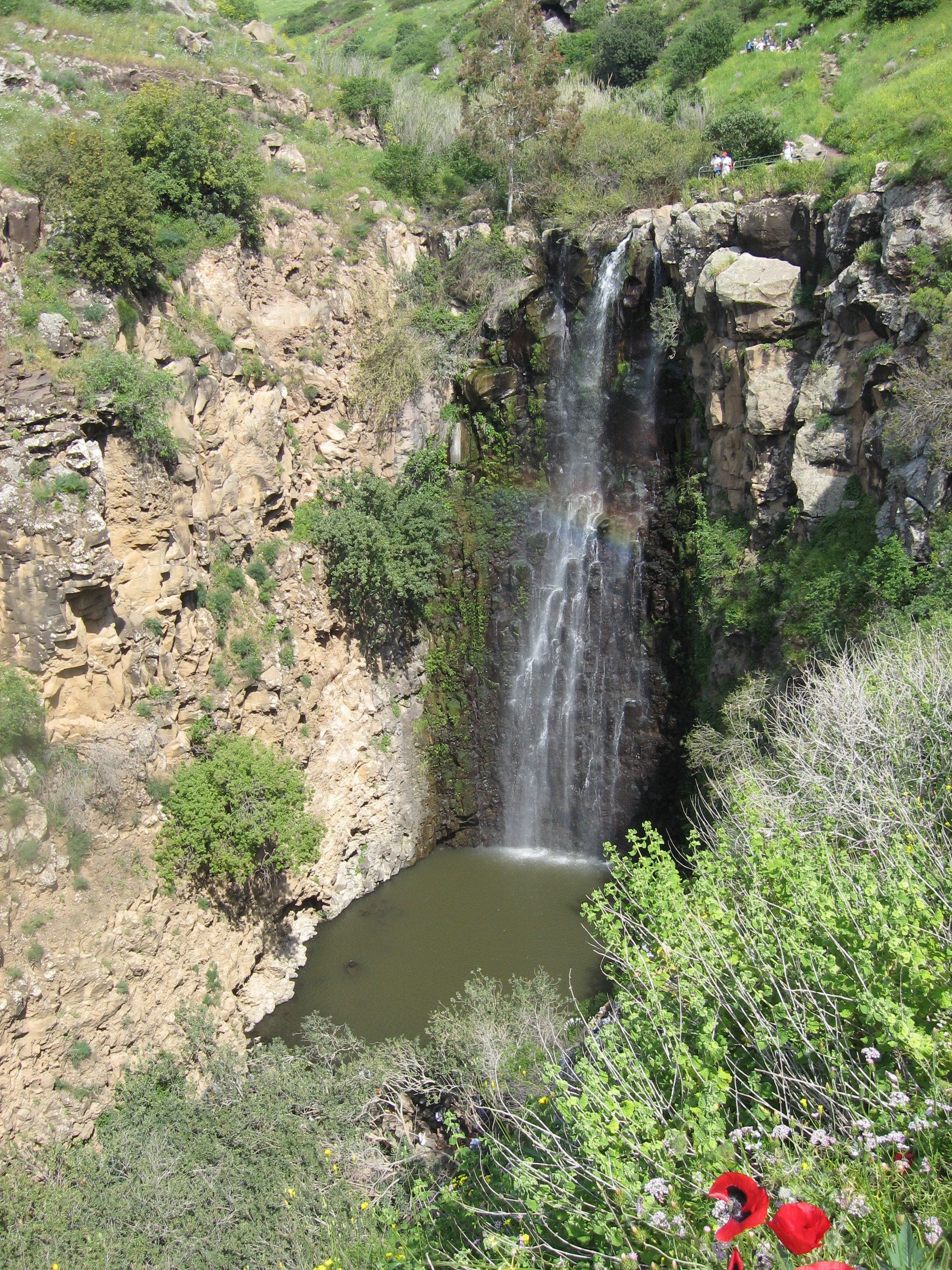
شلال جَلَبينة